# Kosmodrom Swobodny
Kosmodrom Swobodny – rosyjski kosmodrom, dawniej baza pocisków międzykontynentalnych, położony niedaleko miasta Swobodny w obwodzie amurskim na dalekim wschodzie Rosji, przy granicy z Chinami.
W latach 1961–1994 baza dywizji radzieckich i rosyjskich sił strategicznych, wyposażona w 90 silosów i pocisków międzykontynentalnych UR-100. W 1993 liczbę silosów zmniejszono do 60.
Po rozpadzie Związku Radzieckiego, decyzją z 2 lutego 1996, wybrany na Drugi Państwowy Kosmodrom Badawczy, GIK-2, z uwagi na to, że kosmodrom Bajkonur znalazł się poza granicami Rosji, w niepodległym Kazachstanie. Ośrodek miał powstać na terenie likwidowanej bazy pocisków międzykontynentalnych. Baza dysponowała mieszkaniami dla 6000 osób, siecią dróg utwardzonych, siecią łączności i w pełni uzbrojonym terenem. Odległe o 70 km lotnisko Ukrainka dostosowane było już do Kategorii 1, czyli było gotowe na przyjmowanie największych samolotów transportowych. W ciągu 2–3 lat chciano dodać tu infrastrukturę potrzebną do obsługi startów lekkich rakiet nośnych, Rokot i Start. Planowano również budowę od podstaw urządzeń i budynków potrzebnych do obsługi rakiet rodziny Angara. Całość kosztów została określona w 1994 na 4 biliony rubli. Roboty chciano ukończyć w osiem lat. Na miejscu miało pracować 30 000 ludzi.
Koszty te okazały się jednak za duże. Plany zmieniono i na główny kosmodrom dla Rosji wyznaczono Plesieck. Kosmodrom Swobodny stał się bazą tylko dla lekkich rakiet: Rokot, Start-1 i UR-100N. 
W 2007 decyzją prezydenta Federacji Rosyjskiej Władimira Putina kosmodrom zamknięto.